# Prnjavor Mali (Banja Luka)
Prnjavor Mali (szerbül: Прњавор Мали), falu Banja Luka községben, Bosznia-Hercegovinában, Bosanska krajina területén, a Szerb Köztársaságban. 

## Fekvése
Bosznia-Hercegovina északi részén, Banja Luka központjától légvonalban 6, közúton 8 km-re északnyugatra, a Piskovica-hegységben, a Crkvena-patak völgyében és a környező dombokon, 380-410 méteres magasságban fekszik. 

## Népessége
| Nemzetiségi csoport | Népesség 1991 | Népesség 2013 |
| ------------------- | ------------- | ------------- |
| Szerb               | 276           | 367           |
| Bosnyák             | 0             | 0             |
| Horvát              | 4             | 4             |
| Jugoszláv           | 17            | 0             |
| Egyéb               | 12            | 8             |
| Összesen            | 309           | 379           |

## Története
A határárban a Crkvena forrásvidékén a régészeti leletek tanúsága szerint római kori építmények álltak. A középkorban templom is állt itt, mely vélhetően a török hódítás során semmisült meg. A település 1878-ig tartozott az Oszmán Birodalomhoz, ekkor a berlini kongresszus határozata alapján az Osztrák-Magyar Monarchia része lett. 1879-ben az első osztrák-magyar népszámlálás során a Banja Luka-i járáshoz tartozó településnek 25 háztartása és 108 ortodox lakosa volt. A monarchia szétesésével 1918-ban előbb a Szerb-Horvát-Szlovén Királyság, majd 1929-től a Jugoszláv Királyság része. Jugoszlávia megszállása után a Független Horvát Állam (NDH) része lett. A daytoni békeszerződést követő területfelosztásnál Banja Luka község részeként a Szerb Köztársaság területéhez került. 

## Nevezetességei
- Tavanjak – római épületek és középkori templom maradványai. A Crkvena-patak forrásvidékén római pénzérméket, valamint téglákat és kerámiatöredékeket találtak. Ugyanitt, a Crkvište nevű magaslaton késő középkori templom alapfalai találhatók.[4]